# قائمة الاحتلال العسكري لاتفيا
احتلت لاتفيا من قبل قوات عسكرية من دول أخرى من وقت لآخر. الاحتلال العسكري لاتفيا تضمنت:
- الحملة الصليبية الليفونية ( القرن 13th)
- الاحتلال السوفيتي للاتفيا عام 1940
- الاحتلال الألماني للاتفيا خلال الحرب العالمية الثانية (1941–1945)
- إعادة الاحتلال السوفيتي للاتفيا في عام 1944
- جمهورية لاتفيا الاشتراكية السوفيتية (21 July 1940 – 21 August 1991)

## أنظر أيضا
- دول البلطيق تحت الحكم السوفيتي (1944-1991)
- الاحتلال الألماني لدول البلطيق خلال الحرب العالمية الثانية
- متحف احتلال لاتفيا
- احتلال دول البلطيق
- الاحتلال السوفييتي لدول البلطيق (1940)
- الاحتلال السوفييتي لدول البلطيق (1944)